# 北岸吴氏宗祠
北岸吴氏宗祠位于中国安徽省黄山市歙县北岸镇北岸村，2013年被列为第七批全国重点文物保护单位。
北岸吴氏宗祠始建于明末天启二年（1623），以泰伯为吴氏始祖，名为至德堂，清朝乾隆末年重建，道光六年（1826年）扩建。吴氏宗祠共三进，由前至后有门厅、享堂、寝殿，面阔18.37米，进深44.11米。